# Eurohypnum leptothallum
Eurohypnum leptothallum är en bladmossart som beskrevs av Hisatsugu Ando 1966. Eurohypnum leptothallum ingår i släktet Eurohypnum och familjen Hypnaceae. Inga underarter finns listade i Catalogue of Life.